# زنغ ملك (آذغان)
زنغ ملك (بالفارسية: زنگ‌ملک) هي منطقة سكنية تقع في إيران في قسم آذغان الریفي. يقدر عدد سكانها بـ 17 نسمة .